# Fibonacci Quarterly
Der Fibonacci Quarterly ist eine seit 1963 viermal jährlich erscheinende Zeitschrift, die Fibonacci-Folgen und verwandten Themen gewidmet ist. Sie wird von der Fibonacci Association herausgegeben.
Gründungsherausgeber waren Verner Emil Hoggatt (1921–1980), ein Professor an der San Jose State University, und Alfred Brousseau (1908–1988), Direktor der Sacred Heart High School in San Francisco. Beide waren 1963 auch Gründer der Fibonacci Association.
Herausgeber ist (2024) Curtis Cooper, Professor an der University of Central Missouri.
Behandelt werden außer Fibonacci-Folgen auch unter anderem Kettenbrüche, der goldene Schnitt, Gleichungen mit Rekurrenz, Diophantische Gleichungen, Collatz-Folgen, Public-Key Kryptosysteme, hypergeometrische Funktionen, elliptische Kurven, Ramsey-Theorie, Stirling-Zahlen, Lucas-Bernoulli-Zahlen, quadratische Residuen, Primzahlen und Pseudoprimzahlen, Graphenfärbungen, Euler-Zahlen, Chebychev-Polynome, pythagoreische Tripel, fraktale Dimensionen u. a.
Die ISSN ist 	0015-0517.
Die Ausgaben bis 2017 sind online frei zugänglich.